# Loss-of-Function-Mutation
Eine Loss-of-Function-Mutation, auch Funktionsverlustmutation genannt, ist in der Genetik eine Genmutation, bei der die Funktionsfähigkeit des betroffenen Genprodukts eingeschränkt wird.
Das Gegenstück dazu ist die Gain-of-Function-Mutation, welche die Funktionsfähigkeit verstärkt oder zu einer neuen Funktion führt.

## Eigenschaften
Handelt es sich um eine Deletion des Gens, spricht man von einem Nullallel oder amorphen Allel. Bleibt ein Teil der Funktion erhalten, so wird es als hypomorphes Allel bezeichnet. Der englischsprachige Begriff loss-of-function bezeichnet die Folgen für den Organismus. Nicht jeder Funktionsverlust erzeugt Symptome eines Gendefekts. Die Ursachen, die zu dieser Art der Mutation führen, können verschieden sein und werden durch diesen Begriff nicht erfasst. Der Gegensatz zu einer Loss-of-Function-Mutation ist die Gain-of-Function-Mutation, bei der durch Überexpression eines Gens oder Veränderung einer Funktion eines dadurch codierten Proteins (z. B. Enzymaktivität) äußerlich ein Phänotyp erkennbar wird. Der Funktionsverlust kann in einem Protein oder einer miRNA vorkommen.
Loss-of-Function-mutierte Gene werden meist rezessiv vererbt, da die Gendosis eines einzelnen intakten Allels in den meisten Fällen ausreicht. Ist Letzteres nicht der Fall, so spricht man von Haploinsuffizienz, bei der ein hypomorphes bzw. amorphes Allel dominant vererbt wird.
Beispiele für Krankheiten, die durch Loss-of-Function-Mutationen verursacht werden, sind Mukoviszidose oder die Sichelzellenanämie. In beiden Fällen wird durch eine Punktmutation das Gen für das jeweils zu bildende Protein so verändert, dass die Funktion des Eiweißes herabgesetzt wird. Bei der Sichelzellenanämie ist an Position 6 der β-Protein-Untereinheit des Hämoglobins die Aminosäure Glutaminsäure durch Valin ersetzt, was eine Instabilität im Hämoglobin hervorruft und seine Lebensdauer um 75 % verkürzt. Es handelt sich also um ein hypomorphes Allel. Krebs entsteht unter anderem aufgrund von Funktionsverlusten in Tumorsuppressoren.